# Cykelbud

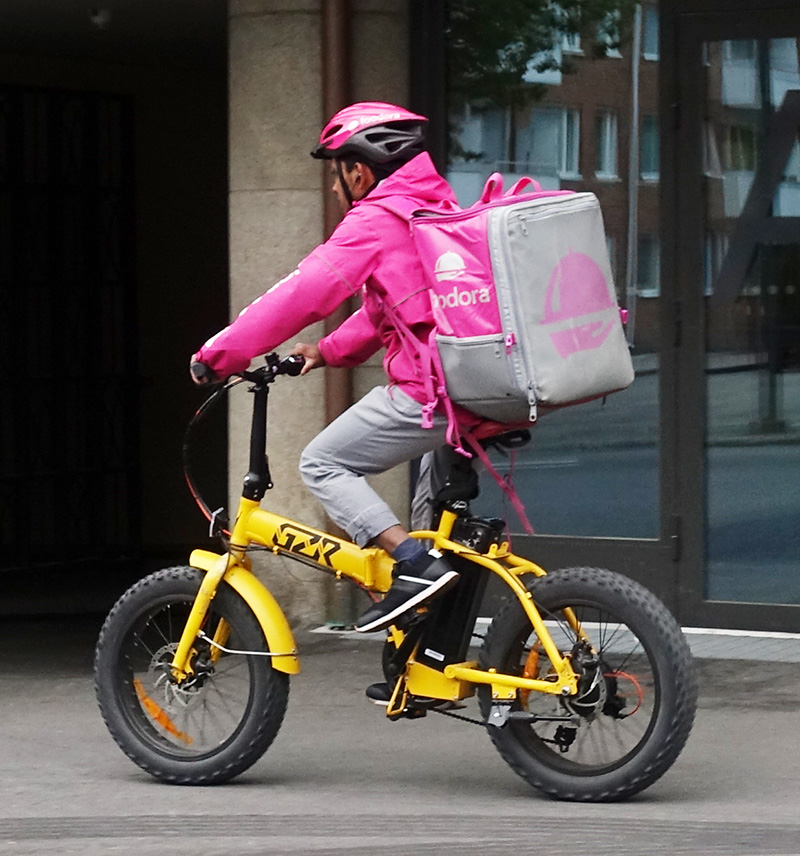
Ett cykelbud i Finland.

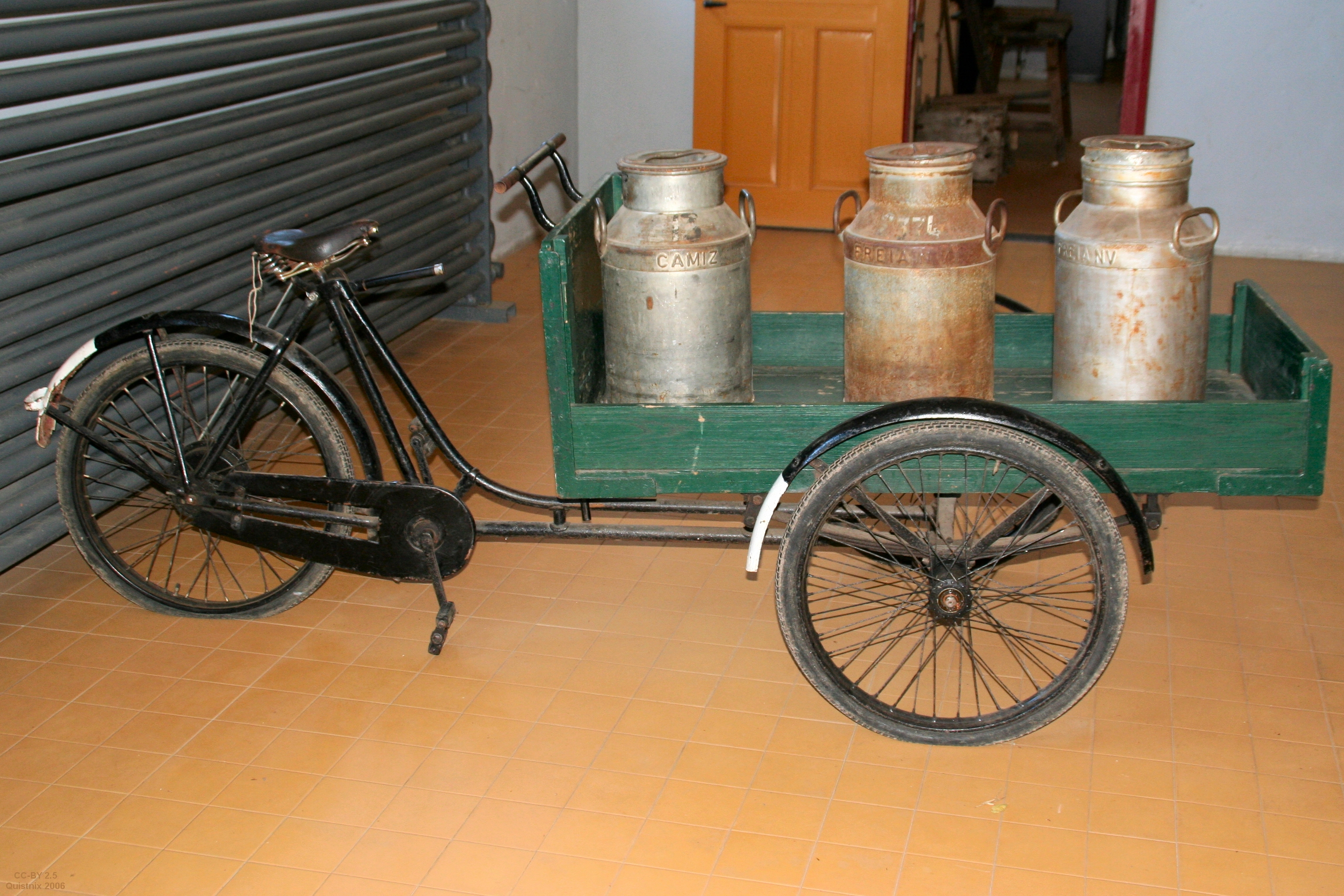
Holländsk transportcykel.

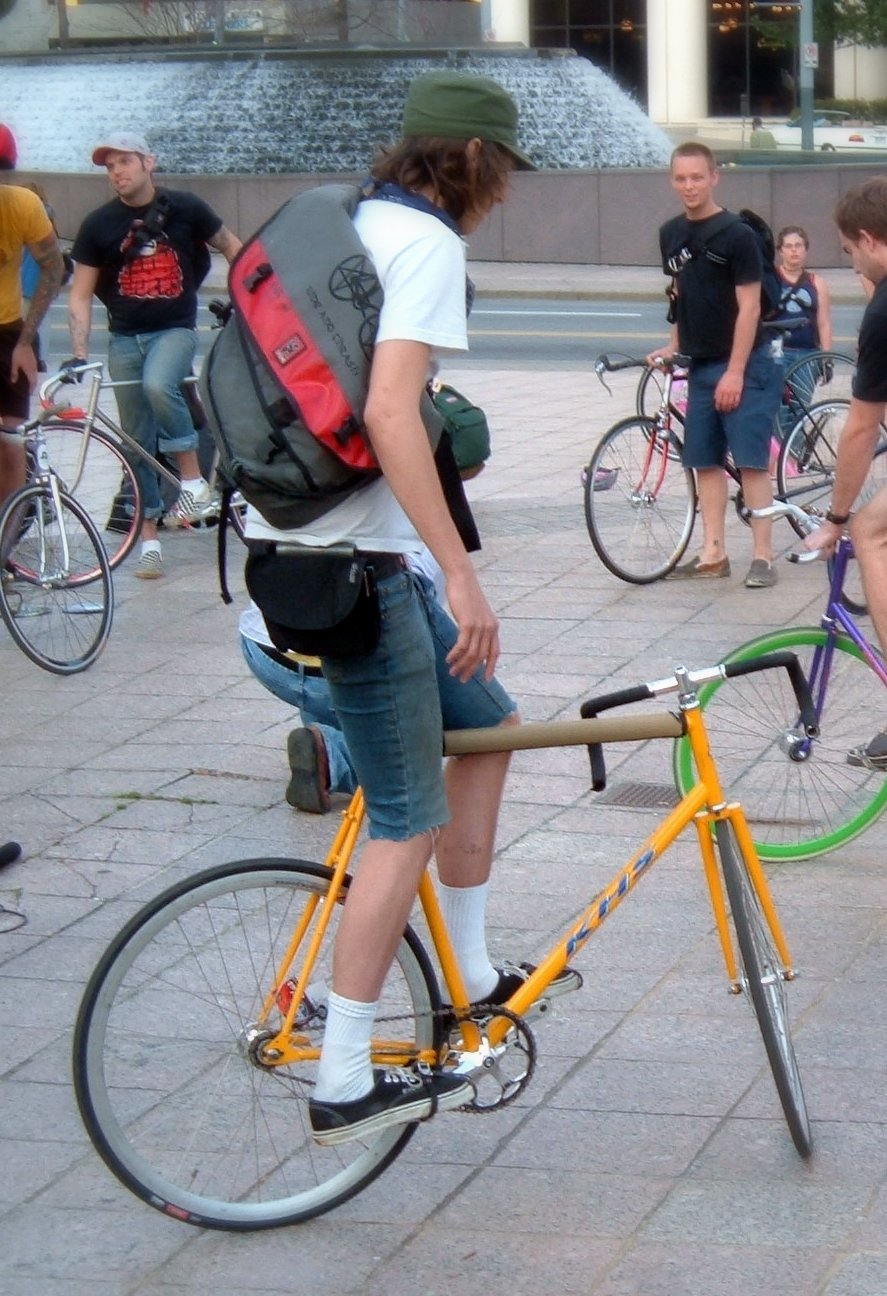
Trackstand: balansering på cykel.

Ett cykelbud är en transportarbetare på cykel. Vanligast utrustning är en cykel, stor ryggsäck och komradio eller mobiltelefon. 
Cykeln kan vara av varierande typ. I Sverige är mountainbike utrustade med dubbdäck vanligt under vintern. Heltidsarbetande cykelbud sliter hårt på cykeln, därför prioriteras en så enkel cykel som möjligt så som fixie eller singlespeed. Godset läggs i en stor ryggsäck som kan rymma mer än ett hundratal liter. Det finns dock de som använder större transportcyklar med flak. Kommunikationen med centralen har länge skett via komradio, men sker oftast med mobiltelefon. Självständiga cykelbud tar direkt emot order från kunden på mobiltelefon. Men oftast jobbar cykelbud för en budfirma som tar emot order och delar ut bud. Det är mindre och mindre vanligt att cykelbud är anställda av budfirman. De arbetar mest som egenföretagare och underleverantörer.

## Historia
Sedan cyklar började massproduceras mot slutet av 1800-talet, har de använts för att transportera mindre gods. Efter att nästan ha utkonkurrerats av bilen, har cykeln som transportfordon kommit tillbaka av olika skäl. Ökande oljepriser gör cykeln till ett allt mer attraktivt budredskap, främst i större städer. Uppkomsten av nya kommunikationsmedel, Internet via bredband i synnerhet, har betytt att många meddelanden som transporterats av cykelbud tagits över av dessa. Det finns fortfarande en stor marknad av mindre gods och originaldokument som inte kan digitaliseras. Allt snabbare flöden av information har haft effekten att företag efterfrågar snabbare transporter. Dessutom har den ökande uppmärksamheten på klimathotet skapat ett sug efter miljövänliga tjänster.

## Kultur
Det finns en egen kultur som förknippas med cykelbud. En ritual där cykelbud möts är en så kallad Alleycat, en sorts cykelorientering i stadstrafik, ofta nattid. Större evenemang så som Europa- och världsmästerskap organiseras varje år i olika städer. Där möts cykelbud i diverse grenar som Alleycat, cykelorientering på bana, trackstand (balanstävling), skid (sladd), cykelbrottning, cykelpolo eller vad som anordnas. 
En annan tillställning som förknippas med cykelbud är Critical mass. Dessa sker i de flesta städer den sista fredagen i månaden. Det är en form av gatufest på cykel. Tanken är att samla så många cyklister som möjligt för att nå den kritiska massan då cyklister är så numerärt överlägsna bilister att de blir gatans kungar.